# Station Higobashi
Station Higobashi (肥後橋駅,  Higobashi-eki) is een metrostation in de wijk Nishi-ku in Osaka, Japan. Het wordt aangedaan door de Yotsubashi-lijn.

## Treindienst

### Yotsubashi-lijn(stationsnummer Y12)
| 1 | ■ Yotsubashi-lijn | richting Namba Daikokuchō en Suminoekōen |
| 2 | ■ Yotsubashi-lijn | richting Nishi-Umeda                     |

## Geschiedenis
Het station werd in 1965 geopend.

## Overig openbaar vervoer
Bussen 62, 75, 88, 88A en 103

## Stationsomgeving
- Station Watanabebashi voor de Keihan Nakanoshima-lijn
- Station Yodoyabashi voor de Keihan-lijn en de Midosuji-lijn
- Festival Hall Osaka
- Nationaal Kunstmuseum Osaka
- Wetenschappelijk Museum Osaka
- Hoofdkantoor van Daido Levensverzekeringen
- 7-Eleven
- Circle-K
- AM/PM
- Higo-brug
- Hoofdkantoor van de Asahi Shimbun in Osaka
- Hoofdkantoor van Kansai Denryoku
- Hoofdkantoor van JSOL

Nishi-Umeda · Higobashi · Hommachi · Yotsubashi · Namba · Daikokuchō · Hanazonochō · Kishinosato · Tamade · Kita-Kagaya · Suminoekōen